# Entrepôt de tabac Stanley Dock
 (octobre 2021).
Le Stanley Dock Tobacco Warehouse est un bâtiment classé grade II et le plus grand entrepôt de briques au monde ,,. Il est adjacent au Stanley Dock, à Liverpool, en Angleterre. Avec 38 mètres de haut, le bâtiment était, au moment de sa construction en 1901, prétendu être le plus grand bâtiment du monde en termes de surface ,,. Le bâtiment de 14 étages s'étend sur 15 hectares et sa construction a utilisé 27 millions de briques, 30 000 vitres et 8 000 tonnes d'acier ,.

## Histoire
La conception globale est de Anthony George Lyster (en), l'ingénieur du quai, mais Arthur Berrington a presque certainement joué un rôle. L'entrepôt était un ajout tardif au complexe de Stanley Dock et a été construit sur un terrain récupéré du quai. Stanley Dock est accessible depuis le système de quai ou par barge depuis le canal de Leeds et Liverpool qui entre sous le pont de Great Howard Street.
Avec le déclin du commerce passant par Liverpool, l'entrepôt est tombé en désuétude dans les années 1980 et s'est progressivement délabré. Plus récemment, le bâtiment a figuré dans la campagne de conservation Stop the Rot du journal Liverpool Echo. Une partie du rez-de-chaussée de l'entrepôt était utilisée pour le marché du patrimoine du dimanche. En 2010, le promoteur du club local Sean Weaver a organisé une rave dans l'entrepôt le lendemain de Noël, qui a vu 2 500 personnes descendre sur le bâtiment. Il y a eu DJ Rolando, le chanteur principal de Kids In Glass Houses Aled Phillips, Hatcha et Chrispy, ainsi qu'une pléthore de DJ locaux de la région .
Divers plans ont été dévoilés pour que le Tobacco Warehouse soit réaménagé en plusieurs centaines d'appartements dans le cadre d'un développement plus vaste de l'ensemble du site de Stanley Dock. Les plans consistent à creuser le centre de l'entrepôt pour créer une cour remplie de jardins ,,.
En 2014, la société irlandaise qui avait précédemment transformé le Titanic Quarter de Belfast, Harcourt Development, a présenté une proposition de conversion de l'entrepôt en 476 appartements accompagnés d'entreprises, de cafés et de points de vente au rez-de-chaussée .